# Pot au feu
El pot-au-feu es un plato tradicional y típico de la cocina francesa, compuesto de carne de buey cocinada a fuego lento en un caldo aromatizado con hortalizas y bouquet garni. Se suele servir en dos platos o vuelcos: primero el caldo (bouillon) y luego la carne y las verduras (bouilli). El plato, de origen campesino, se consume en toda Francia y cuenta con muchas variantes regionales (las verduras habituales son el puerro, el nabo, la zanahoria, el apio y la col). Por su valor simbólico, es conocido como «el plato nacional francés».
El pot-au-feu pertenece a la extensa familia de los cocidos campesinos, platos ancestrales de origen humilde existentes en las gastronomías europeas, por lo que las variantes regionales y nacionales son numerosas dependiendo de los ingredientes locales. Según algunos autores españoles, este cocido sería influencia de la olla podrida típica de la cocina española del siglo XVII.

## Origen
Cocer alimentos en una olla de barro constituye uno de los principios básicos de la historia culinaria universal. Jean-Louis Schefer remonta el origen del plato al Neolítico, «del hogar, del recipiente de barro, de la olla puesta al fuego, de la sed saciada, del hambre calmada…».
La palabra pot-au-feu (pronunciación en francés: /pɔtofø/ (escucharⓘ) quiere decir designa la ‘olla o pote’ (pot) que se ponía sobre el ‘fuego’ (feu), y en la que se cocían juntos diversos ingredientes en un líquido durante horas. El nombre del recipiente pasó a ser un término genérico para su contenido más común: las sopas y potajes a base de carnes y hortalizas. A la misma familia pertenecen las potées francesas aunque en la mayoría de éstas el caldo se consume durante la cocción, a diferencia del pot-au-feu. Jean Guillaume sugiere que en los orígenes de la agricultura, los nabos complementaron las hierbas en los caldos, «a los que se añadía pan para hacer sopa y carne en los días especiales».
En el XIII, este plato era conocido como viande au pot (‘carne en la olla’). En el pasado, la cocción del pot-au-feu podía ser continua, añadiendo nuevos ingredientes a medida que se retiraban los ya cocidos para ser consumidos. Actualmente, dado que las casas ya no cuentan con un fuego de leña encendido permanentemente, el pot-au-feu se prepara específicamente para una comida.
Marcel Rouff, en su novela Vie et Passion de Dodin-Bouffant, gourmet (1924), describió un pot-au-feu que se volvió mítico e inspiró a numerosos chefs a crear versiones desmesuradas de este plato.

## Preparación

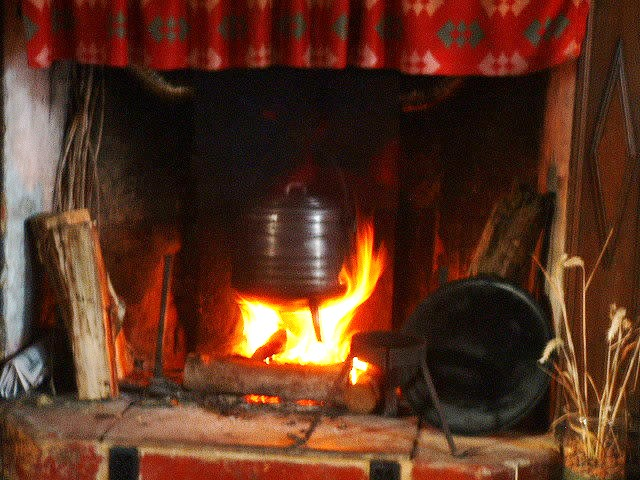
Pot-au-feu cocinado a la antigua.

El pot-au-feu se prepara colocando las piezas de carne, previamente lavadas, en una olla grande,  junto con huesos con médula. Se cubre con agua, se lleva a ebullición y se espuma la superficie para retirar las impurezas que van formando. Una vez limpio el caldo, se agregan las hierbas, las especias y la sal, así como las hortalizas, previamente lavadas, peladas y cortadas en trozos grandes y uniformes. La cebolla se suele clavetear, es decir, se le incrustan dos o tres clavos de olor. La olla se cuece a fuego lento durante varias horas, lo que garantiza que los sabores se mezclen y las texturas sean tiernas.

## Ingredientes

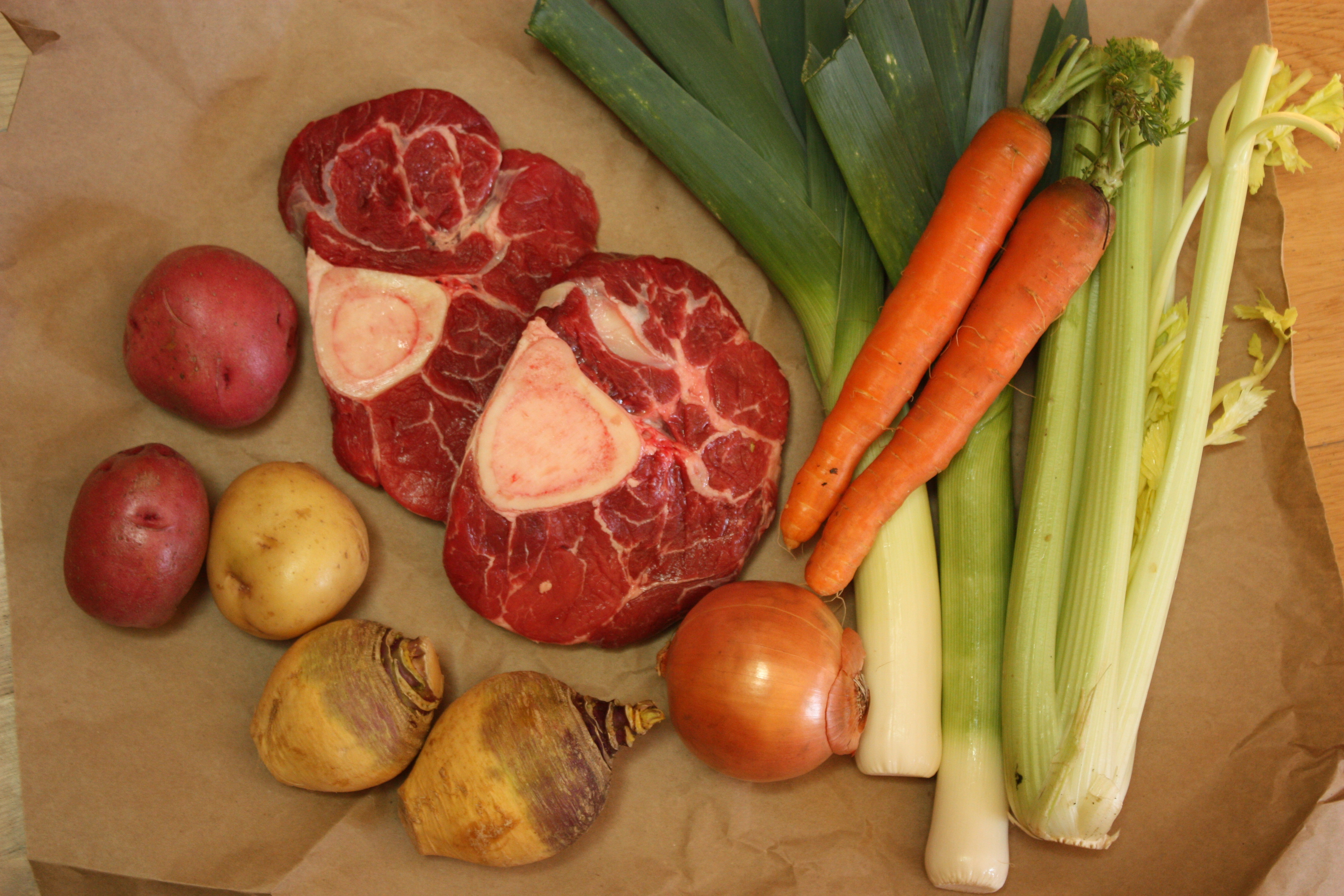
Ingredientes del pot-au-feu.

La receta que da Jules Gouffé en su libro El libro de cocina (1867) tiene carne y huesos de buey, una cebolla con un clavo de olor, zanahorias, puerros, nabos, chirivías y apio. La receta que da Chef Simon en el siglo XXI para un pot-au-feu tradicional, incluye cuatro cortes distintos de carne de buey, hueso de caña, zanahorias, puerros, nabos, cebolla con un clavo de olor, ajo, pimienta, tomillo y laurel.
El ingrediente principal en la mayoría de las versiones del pot-au-feu es la carne. Muchas recetas especifican más de un corte de ternera para proporcionar tanto al caldo como a la carne cocida sabor y textura. Elizabeth David señala que el morcillo es bueno para el bouillon debido a sus propiedades gelatinosas, pero produce un bouilli mediocre, mientras que cortes como el redondo de ternera son más adecuados para el bouilli. Para un pot-au-feu grande, se pueden utilizar ambos cortes o una mezcla de otros. Paul Bocuse propone seis cortes diferentes: aguja, pecho, entrecot, rabo, chuleta y morcillo. Algunas recetas incluyen un hueso de tuétano para untar el tuétano en el pan que se sirve con el caldo. También hay recetas que añaden el hígado para mejorar la claridad del caldo.
La inclusión de col genera opiniones divididas. David comenta que es frecuente en Francia, pero en su opinión, «arruina por completo» el pot-au-feu. Madame Saint-Ange tiene una postura similar. Blanc, Édouard de Pomiane y Auguste Escoffier la incluyen; Bocuse, Alain Ducasse y Joël Robuchon la omiten, al igual que Simone Beck, Louisette Bertholle y Julia Child, autoras de Mastering the Art of French Cooking. Además del bouquet garni – tradicionalmente compuesto por perejil, tomillo y laurel – se puede añadir al caldo una cebolla con clavos de olor.
También la presencia de papas o patatas es objeto de debate, ya que no formaban parte de la receta original, ya que Parmentier sólo introdujo la patata en Francia a finales del siglo XVIII. Históricamente, fue la chirivía la que desempeñó su papel.
| Autor                   | Carnes                                                      | Verduras                                                                           | Ref.   |
| ----------------------- | ----------------------------------------------------------- | ---------------------------------------------------------------------------------- | ------ |
| Beck, Bertholle y Child | Ternera; cerdo; pollo; salchicha                            | Zanahorias; puerros; cebollas; nabos                                               | [ 16 ] |
| Raymond Blanc           | Codillo de jamón; ternera; tocino; salchicha                | Col; zanahorias; apio; cebollas; nabos                                             | [ 13 ] |
| Paul Bocuse             | Ternera; ternera de leche; pollo                            | Zanahorias; apionabo; hinojo; puerros; cebollas; chirivías; tomates; nabos         | [ 9 ]  |
| Elizabeth David         | Ternera; ternera de leche; menudillos de pollo              | Zanahorias; apio; puerros; cebollas; chirivías; vainas de guisantes; tomate; nabos | [ 19 ] |
| Édouard de Pomiane      | Costillar de ternera; cabeza de ternera; salchicha Morteau  | Col; zanahorias; puerros; nabos                                                    | [ 20 ] |
| Alain Ducasse           | Ternera                                                     | Zanahorias; puerros; cebollas; nabos; patatas                                      | [ 21 ] |
| Auguste Escoffier       | Ternera; cuellos, alas y mollejas de aves (sin especificar) | Col; zanahorias; apio; puerros; nabos                                              | [ 22 ] |
| Larousse                | Ternera; pollo o pato o pavo                                | Col; zanahorias; apio; puerros; nabos                                              | [ 23 ] |
| Joël Robuchon           | Ternera; ternera de leche; pollo; pato                      | Hojas de zanahoria; apio; puerros; cebollas; nabos o chirivías                     | [ 15 ] |
| Madame Saint-Ange       | Ternera; cuellos, alas y mollejas de pollo                  | Zanahorias; apio; puerros; cebollas; chirivías; nabos                              | [ 17 ] |

## Variantes regionales
- Pot-au-feu à l'albigeoise: incluye jarrete de ternera, jarrete de cerdo salado, confite de ganso y salchichas, además de ternera y pollo.[23]
- Pot-au-feu à la béarnaise (también llamado Poule-au-pot): una versión básica con un pollo relleno de una farsa hecha de cerdo fresco, jamón picado, cebolla, ajo, perejil e hígado de pollo.[23]
- Pot-au-feu à la languedocienne: versión básica con la adición de un trozo de panceta grasa.[23]
- Pot-au-feu provençal: el cordero o el carnero reemplazan parte de la ternera.[24]
- Pot-au-feu aux pruneaux: las carnes incluyen ternera y jarrete de cerdo ligeramente salado, cocidas con las verduras habituales y ciruelas pasas remojadas en Armañac.[25]

## Presentación

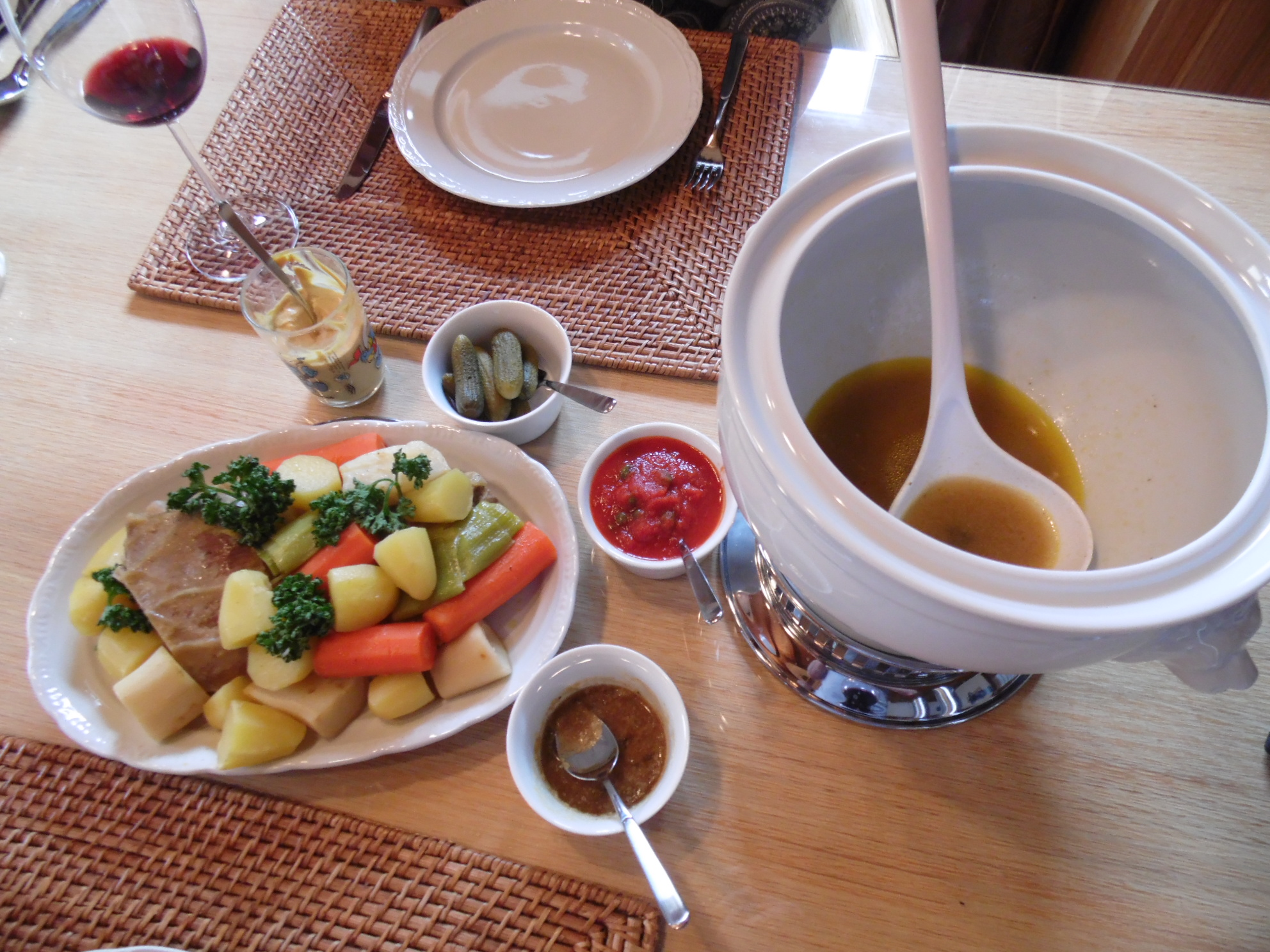
Se sirve primero el caldo (derecha) y a parte el resto de ingredientes (izquierda) junto con pepinillos encurtidos, mostaza y otros aderezos según el cocinero.

Se sirve aparte el caldo resultado de la cocción (bouillon), en el que a veces se cuecen fideos, arroz o pasta, aunque a menudo se reserva para la cena. Al mismo tiempo se separa el tuétano de los huesos, que los comensales pueden comer en tostada. Luego se sirve la carne (bouilli), acompañada de una pizca de mostaza de Dijon, junto con las verduras. Los restos de carne se pueden picar y utilizarse para la elaboración de un pastel de carne, pero no es habitual en Francia.

## Pot-au-feuen la cultura
The Oxford Companion to Food describe el pot-au-feu como "un plato simbólico de la cocina francesa y una comida en sí misma"; el chef Raymond Blanc lo ha denominado "la quintaesencia de la cocina familiar francesa... el plato más célebre de Francia, [que] honra por igual las mesas de ricos y pobres"; y la revista estadounidense National Geographic lo ha denominado el plato nacional de Francia.
El Dictionnaire de l'Académie française data el término pot-au-feu al siglo XVII. En 1600, el rey de Francia, Enrique IV, declaró: "no habrá campesino en mi reino que no tenga los medios para tener una gallina en su olla." Un guiso de olla era un alimento básico de la cocina francesa, y la receta tradicional de poule-au-pot – también conocida como pot-au-feu à la béarnaise – se asemeja a la del pot-au-feu.
Uno de los primeros guisos de pot-au-feu se mantuvo como un guiso perpetuo en Perpiñán desde el siglo XV hasta la Segunda Guerra Mundial.
Es un plato de tradición rústica: "Cuando se sentaba para cenar, delante de la mesa redonda cubierta con un mantel de tres días, en frente de su marido que descubría la sopera declarando con aire encantado: "¡Ah! ¡Un buen pot-au-feu! No conozco nada mejor", pensaba en las cenas finas, en los cubiertos de plata relucientes, en las tapicerías pobladas de personajes antiguos y pájaros extraños en medio de un bosque encantado; pensaba en los platos exquisitos servidos en vajillas maravillosas, en las galanterías susurradas y escuchadas con una sonrisa de esfinge, comiendo al mismo tiempo la carne rosada de una trucha o de las alas de ganso."(Maupassant, El ornamento, 1884).